# Lappi-areena
Die Lappi-areena (deutsch Lappland-Arena) ist eine Multifunktionshalle in der finnischen Stadt Rovaniemi. In der im Jahr 2003 eröffneten Arena trägt der Eishockeyclub Rovaniemen Kiekko seine Heimspiele aus. Zudem wird die Halle für andere Sportveranstaltungen, Konzerte und Messen genutzt. Die Lappi-areena bietet bei Eishockeyspielen Platz für bis zu 3500 Zuschauer, die maximale Kapazität – beispielsweise bei Konzerten – liegt bei 4780 Plätzen.